# Pseudostenophylax ithuriel
Pseudostenophylax ithuriel är en nattsländeart som beskrevs av Schmid 1991. Pseudostenophylax ithuriel ingår i släktet Pseudostenophylax och familjen husmasknattsländor. Inga underarter finns listade i Catalogue of Life.